# Navia paruana
Navia paruana är en gräsväxtart som beskrevs av Bruce K. Holst. Navia paruana ingår i släktet Navia och familjen Bromeliaceae. Inga underarter finns listade i Catalogue of Life.